# Fakitermelés

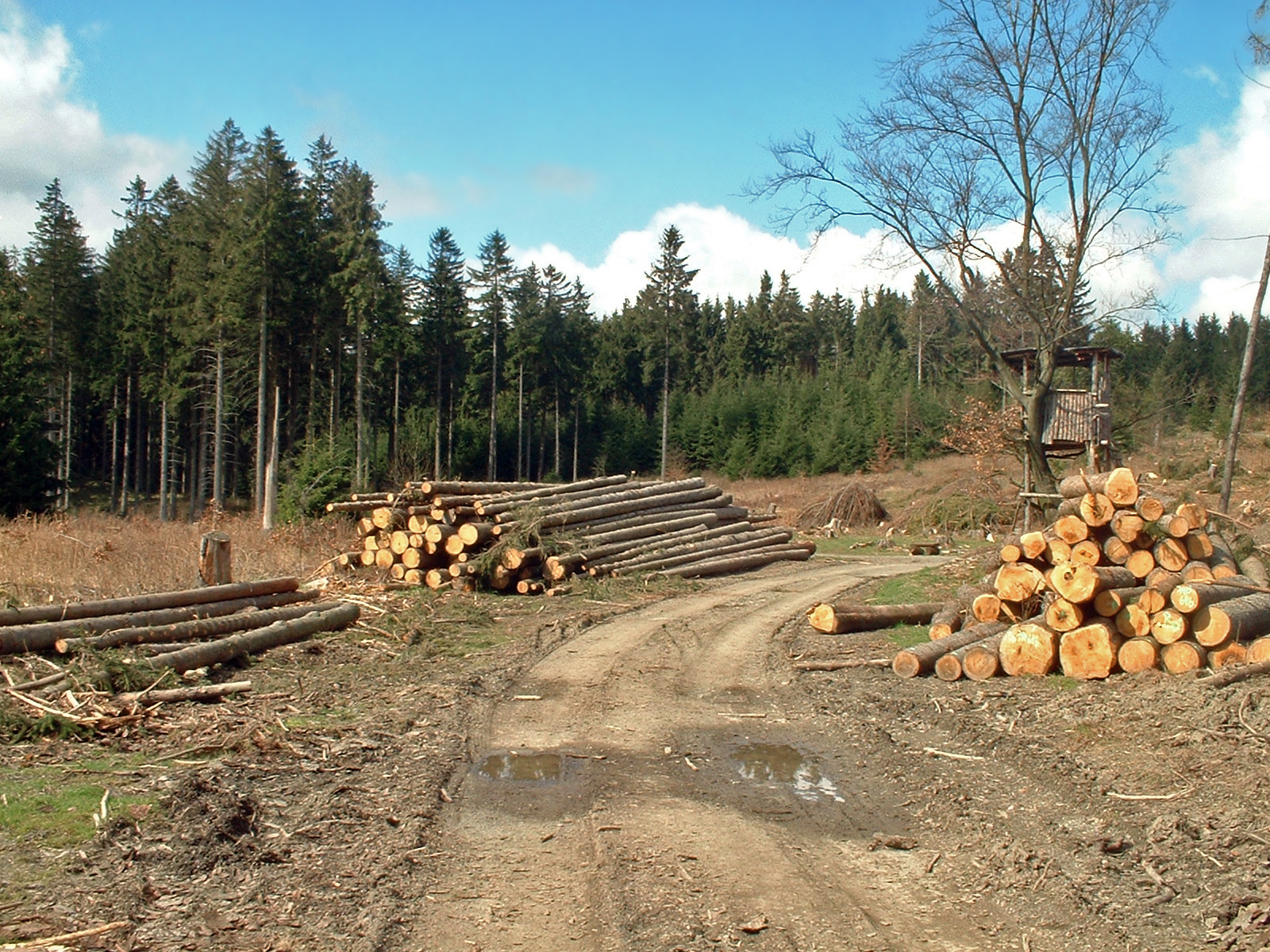
Elszállításra váró kivágott fák Németországban

A fakitermelés az a folyamat, amelynek során a telepített vagy természetes erdőből a szálfákat további feldolgozás céljára elérhetővé teszik. A fakitermelés fő munkaműveletei a döntés, a gallyazás, a választékolás, a darabolás és a felkészítés. A fakitermelés az erdőgazdálkodás egyik lényeges területe, az erdőgazdaság feladatai közé tartozik az erdő fáinak védelme, karbantartása mellett a fakitermelés koordinálása is. Ezzel kapcsolatban az illegális fakitermelés jelzi, amikor a fakitermelés nem engedély alapján vagy az előírásoknak, jogszabályoknak megfelelően folyik.

## Fogalma
Az erdőtörvény  meghatározása szerint  fakitermelésnek minősül a fa tőtől, illetve talajtól való elválasztása, valamint a kitermelt faanyag erdőben történő mozgatása, és felkészítése, ide nem értve az erdő-felújítás érdekében végzett vágástakarítást és a rakodókról végzett szállítást.

## Döntés

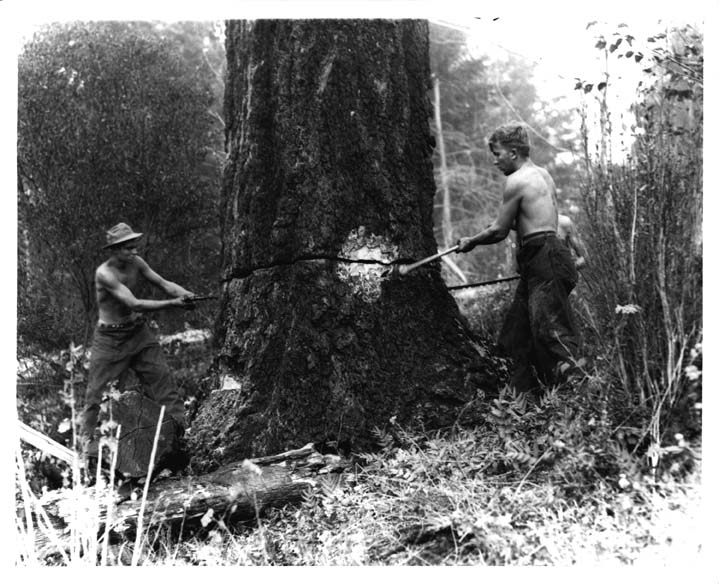
Oregoni favágók 1936-ban

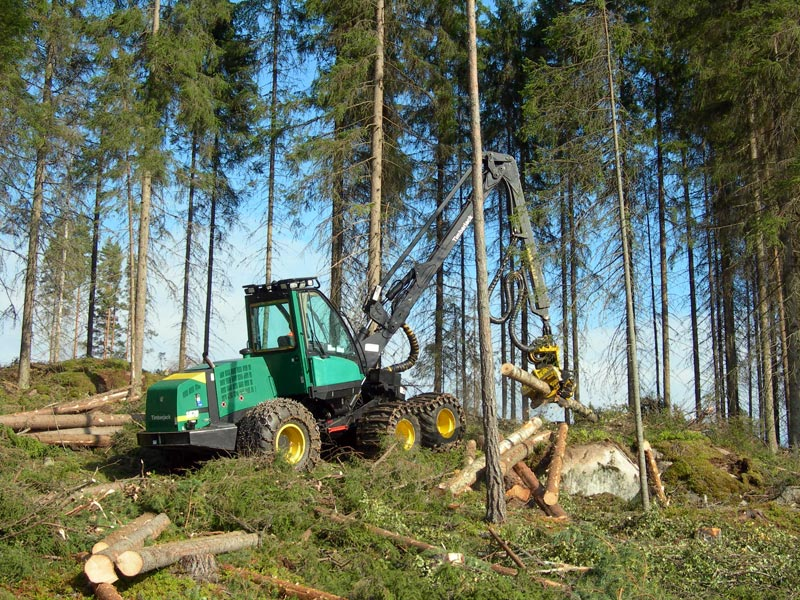
A kivágott fák gépesített összegyűjtése

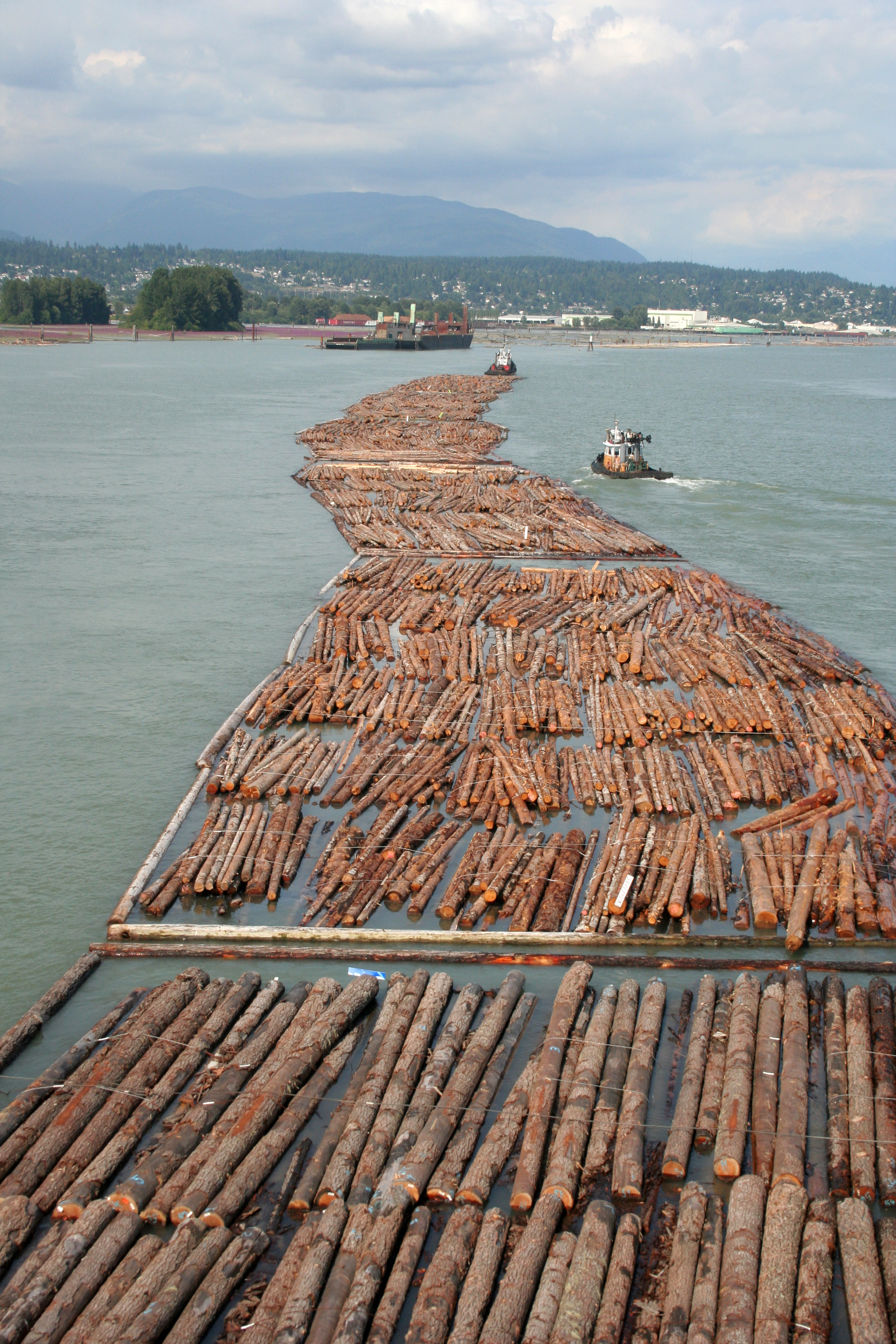
Farönkök vízi szállítása Kanadában

A döntés a fakitermelés legnagyobb szakértelmet és gyakorlatot követelő, és legbalesetveszélyesebb része.

### A döntési irány kiválasztásának szempontjai
- a fa minél kisebb kárt szenvedjen
- a dőlő fa minél kisebb erdőművelési kárt okozzon
- a döntés utáni műveletek elvégzésére alkalmas legyen a környezet

### A döntés műveletének követelményei
- döntés előtt el kell távolítani a gyökérterpeszeket
- alacsony tuskót kell visszahagyni
- a döntővágás legyen merőleges a fa tengelyére
- olyan technológiát kell alkalmazni, ami megakadályozza a törzs felhasadását, akadását, kiszakadását

### Balesetelhárítás
Az álló fára felakadt kidöntött fát azonnal le kell venni, a levételhez csak a tanfolyamon elsajátított és az Erdészeti Biztonsági Szabályzatban leírt módszerek alkalmazhatók

## Gallyazás
- a gallyazást mindig a fa tövétől indulva kell kezdeni
- a törzsből kikerülő választékok minőségének megóvása végett a fa palástjához simulóan kell az ágakat, gallyakat levágni
- a fa palástjába befűrészelni, befejszézni nem szabad
- a gallyakat, ágakat a levágás után a törzs melletti szabad közlekedés megteremtése céljából halmokba kell összerakni úgy, hogy a vastagabb végek azonos irányba nézzenek

## Választékolás (hossztolás)
Választékolásnak azt nevezzük, amikor a legallyazott fa fajának, méretének, minőségének, alakjának, továbbá az igényeknek és a mozgatási lehetőségeknek figyelembevételével, a szabványelőírások betartásával meghatározzák a darabolás helyeit. Az előírtnál kisebb túlméret esetenként nagyobb anyagi veszteséggel jár, mint az 1–2 cm-rel nagyobb.

## Darabolás
A darabolás a faanyagnak a választékolás folyamán meghatározott helyeken hossztengelyre merőleges elvágása. Ha darabolás közben a fában olyan minőséget meghatározó tényező kerül felszínre, ami kívülről nem volt látható, a darabolást abba kell hagyni, és a választékolást az új ismeretek alapján újra el kell végezni. A darabolóvágások közben meg kell előzni a fadarabok felhasadását és a paláston a farostok kagylós kitörését.

## Felkészítés
A felkészítés az a tevékenység, amivel értékesíthető állapotba hozzák a választékokat.
- göcsözés: a gallyazás után visszamaradt ágcsonkok, ágdudorok eltávolítása
- vörösre kérgezés: a kéreg eltávolítása során a háncs fennmarad
- fehérre kérgezés: a kéreg és a háncs eltávolítása
- hasítás: az 1 m-es hosszban termelt, a szabványban meghatározottnál vastagabb tűzifa-, papírfa- és forgácsfadarabokat megszabott húrméretűre kell hasítani
- kapcsozás: a bütükön jelentkező repedések továbbterjedésének megakadályozása S alakú vaskapcsok (újabban H alakú műanyag kapcsok) beverésével